# Hercílio Luz FC
Der Hercílio Luz Futebol Clube ist ein brasilianischer Fußballverein aus Tubarão im Bundesstaat Santa Catarina. Er wurde in Reminiszenz an den mehrfachen Gouverneur des Staates und brasilianischen Senator Hercílio Pedro da Luz (1860–1924) benannt. Maskottchen ist ein Löwe, weshalb der Club als „Löwe des Südens“ (Leão do Sul) bezeichnet wird.

## Geschichte
Hercílio Luz ist der älteste Fußballverein in Tubarão. Sein erstes Spiel bestritt er am 12. Februar 1919 gegen eine Mannschaft des Clube Náutico Francisco Martinelli aus Florianópolis, das er mit 2:1 gewann. 1957 gewann er als erster Club aus Tubarão die Staatsmeisterschaft von Santa Catarina und als Titelträger 1958 repräsentierte er als erster Club den Staat im ersten nationalen Meisterschaftswettkampf Brasiliens im Jahr 1959, aus dem er nach zwei Niederlagen gegen Athletico Paranaense ausschied. 
Das Erreichen des Halbfinals der Staatsmeisterschaft 1972 markierte den letzten größeren Erfolg der Clubgeschichte und im neuen Jahrtausend rangierte er auf Staatsebene weitgehend in der Unterklasse. Nach seiner Rückkehr in die erste Staatsliga 2017, konnte er dort zu seinem hundertjährigen Bestehen 2018 die Klasse halten und sich für die Teilnahme an der Série D der brasilianischen Meisterschaft des Jahres 2019 qualifizieren. Zugleich erreichte der Club 2018 das Finale der Copa Santa Catarina, unterlag in diesem im Elfmeterschießen gegen den Brusque FC.
Ältester Lokalrivale war der 1944 gegründete EC Ferroviário, der 1992 aufgelöst und von dem neugegründeten Tubarão FC abgelöst wurde. Dieser erlosch 2005 und wurde im selben Jahr gegründeten CA Tubarão abgelöst.

## Erfolge
- Staatsmeisterschaft von Santa Catarina (2×): 1957, 1958